# Djävulens öga
 Djävulens öga és una pel·lícula sueca dirigida per Ingmar Bergman, estrenada el 1960.

## Argument
A l'infern, el diable desperta Don Juan per anar a la superfície terrestre, seduir una bonica escandinava de vint anys encara verge.

## Repartiment
- Jarl Kulle: Don Juan
- Bibi Andersson: Britt-Marie
- Stig Järrel: Satanas
- Nils Poppe: El Pastor
- Gertrud Fridh: Renata
- Sture Lagerwall: Pablo
- Georg Funkquist: Comte Armand de Rochefoucauld
- Gunnar Sjöberg: Marquès Giuseppe Maria de Macopanza
- Gunnar Björnstrand: El narrador
- Allan Edwall: Un dimoni